# 문화가산책
《문화가산책》은 한국방송공사의 KBS 1TV, KBS 2TV에서 방송되었던 문화 정보 프로그램이었다.